# Logic Studio
Logic Studio was de verzamelnaam voor een programmacollectie van Apple voor het digitaal componeren en opnemen van muziek. De eerste versie van Logic Studio kwam uit op 12 september 2007. Het pakket bestond uit Logic Pro, MainStage, Soundtrack Pro, Apple Loops Utility, Compressor, Impulse Response Utility en Waveburner. Ook 6 dvd's met geluidseffecten, demo's en andere inhoud werden bij het pakket geleverd.

## Programma's
In het pakket waren 7 programma's aanwezig, een deel daarvan is sinds 2011 los verkrijgbaar in de Mac App Store.

### Logic Pro
Logic Pro is een digitaal audiomontagesysteem en tevens het hoofdprogramma van het pakket. Het werd oorspronkelijk ontwikkeld door het Duitse softwarebedrijf Emagic maar werd in 2002 gekocht door Apple. Logic Pro bevat software-instrumenten, synthesizers, audio-effecten en mogelijkheden om op te nemen. Ook ondersteuning voor Apple Loops, een pakket van professionele vooraf opgenomen geluiden, is aanwezig. Vervorming, dynamische processors, equalisatiefilters en vertragingen zijn voorbeelden van audio-effecten. De Space Designer-plug-in kan de akoestiek van een ruimte simuleren. Daarnaast kan Logic Pro overweg met MIDI-keyboards.
De recentste versie, Logic Pro X, kwam op 16 juli 2013 beschikbaar in de Mac App Store.

### MainStage
MainStage is ontwikkeld voor gebruik bij concerten. In het programma staan alleen de virtuele instrumenten uit Logic Pro centraal. De instrumenten kunnen bespeeld worden door middel van een MIDI-bestand of controller.

### Soundtrack Pro
Met Soundtrack Pro kan een gebruiker met behulp van Apple Loops een geluidsfragment maken voor onder een film.

### Apple Loops Utility
Met de Apple Loops Utility kan een gebruiker zelf audiofragmenten maken waarvan de lengte oneindig is. Deze kunnen omgezet worden naar Apple Loops waardoor deze dan te gebruiken zijn in andere programma's.

### Compressor
Met Compressor kan men een montage vanuit Final Cut Pro of vanuit een andere bron omzetten in het gewenste eindformaat.

### Impulse Response Utility
Met de Impulse Response Utility kan de gebruiker een galm simuleren.

### Waveburner
Met Waveburner kan de gebruiker cd's assembleren, masteren en branden.